# IC 5252
IC 5252 — галактика типу SBbc (компактна витягнута галактика) у сузір'ї Індіанець.
Цей об'єкт міститься в оригінальній редакції індексного каталогу.